# Fonotaktyka
Fonotaktyka – dział fonologii zajmujący się analizą systemów fonologicznych pod względem właściwości syntagmatycznych. Celem fonotaktycznego opisu języka jest ustalenie ograniczeń dystrybucji (łączliwości) segmentów fonologicznych w tym języku, czyli określenie, jakie typy złożonych tekstowych struktur fonologicznych (typy fonologicznej struktury sylaby czy wyrazu fonologicznego) są w nim dopuszczalne. 
Sylaba jest podstawową jednostką opisu fonotaktycznego. Istnieją jednak także takie ograniczenia fonotaktyczne, które można określić wyłącznie przez odniesienie do wyrazu. Dlatego pełny opis fonotaktyczny języka musi oprócz fonotaktyki sylaby obejmować fonotaktykę wyrazu fonologicznego.